# Romain Boxus
Romain Boxus (Luik, 19 januari 1996) is een Belgisch basketballer.

## Carrière
Boxus speelde in de jeugd van RBC Haneffe, AWBB Academy, Olympique Antibes en BCM Gravelines-Dunkerque voordat hij zich aansloot bij Snow College Badgers daarna speelde hij collegebasketbal voor de Hartford Hawks. Hij keerde in 2020 terug naar België en sloot zich aan bij Liège Basket waar hij een seizoen speelde. Hij koos voor het seizoen 2021/22 voor de Leuven Bears waar hij een seizoen speelde. In 2022 ging hij spelen voor Dragons d'Esneux Saint-Louis United in TDM2. Hij verliet de club na het seizoen 2023/24.